# Kristian Reichel
Kristian Reichel (* 11. Juni 1998 in Litvínov) ist ein deutsch-tschechischer Eishockeyspieler, der seit Juli 2024 bei den Adler Mannheim aus der Deutschen Eishockey Liga (DEL) unter Vertrag steht und dort auf der Position des Centers spielt. Zuvor verbrachte Reichel insgesamt sechs Jahre in der Organisation der Winnipeg Jets in der National Hockey League (NHL), wo er hauptsächlich in deren Farmteam, den Manitoba Moose, in der American Hockey League (AHL) eingesetzt wurde.

## Karriere
Reichel verbrachte seine Juniorenzeit in seiner Geburtsstadt Litvínov beim hiesigen HC Litvínov, wo bereits sein Vater Robert zu Zeiten der damaligen Tschechoslowakei den Nachwuchsbereich durchlaufen und nach seinem Karriereende dort als Jugendtrainer gearbeitet hatte. Kristian Reichel spielte unter anderem bereits als 17-Jähriger in der U20-Mannschaft des Klubs und kam ab der Saison 2015/16 in der Profimannschaft in der Extraliga zum Einsatz. In seiner Debütsaison sammelte der Stürmer in 15 Hauptrundenpartien vier Scorerpunkte und war damit punktbester Spieler unter allen U18-Akteuren der Liga. In der Spielzeit 2016/17 war Reichel bereits Stammspieler in der ersten Mannschaft und kam zu 41 Spielen.

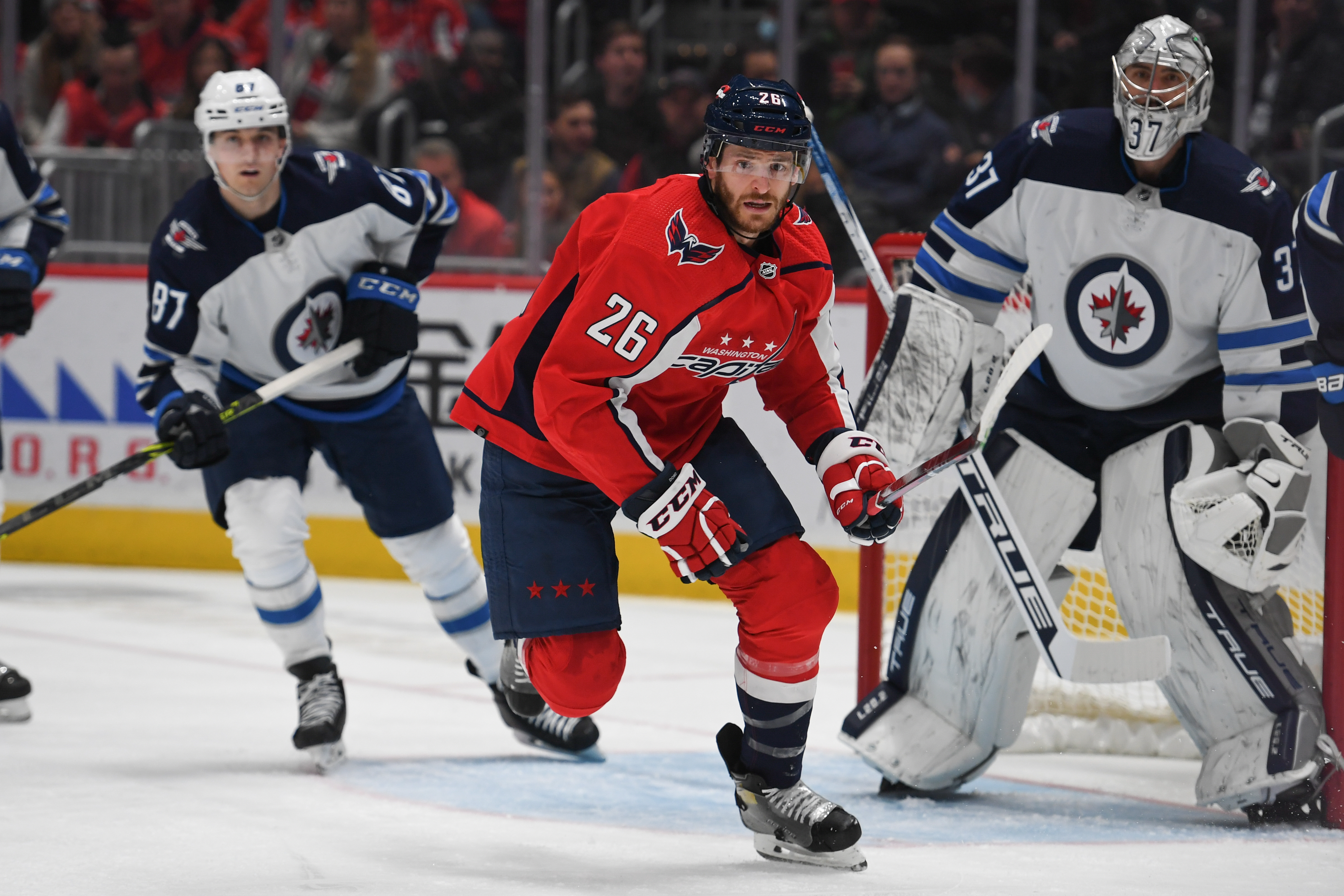
Reichel (links) im Trikot der Winnipeg Jets (2022)

Nachdem der Offensivakteur im Sommer 2017 im CHL Import Draft an der 27. Position von den Red Deer Rebels aus der Western Hockey League (WHL) ausgewählt worden war, wechselte Reichel zur Saison 2017/18 nach Nordamerika und absolvierte die Spielzeit bei den Rebels. Dort sammelte er in insgesamt 68 Begegnungen 62 Scorerpunkte, womit er drittbester Punktesammler seines Teams war. Im Juni 2018 wurde der Deutsch-Tscheche schließlich von den Manitoba Moose aus der American Hockey League (AHL) mit einem Vertrag ausgestattet, nachdem er zwei Jahre zuvor im NHL Entry Draft unberücksichtigt geblieben war. Für die Moose kam Reichel in der Saison 2018/19 auf zehn Punkte in 55 Partien und erhielt anschließend einen neuen Vertrag. Vor der Spielzeit 2020/21 wurde der Mittelstürmer vom Kooperationspartner Winnipeg Jets aus der National Hockey League (NHL) mit einem Zweijahresvertrag ausgestattet. Im ersten Vertragsjahr kam Reichel zwar weiterhin ausschließlich bei den Manitoba Moose zu Einsätzen, im Verlauf der Saison 2021/22 debütierte er jedoch für Winnipeg in der NHL. In 13 Spielen punktete er dabei zweimal und erhielt daraufhin ein neues Arbeitspapier mit einer Laufzeit von zwei Jahren. Im Spieljahr 2022/23 kamen zwei weitere NHL-Einsätze zu seiner Vita hinzu. In der Saison 2023/24 absolvierte der Angreifer mit 42 Punkten in 70 Partien sein mit Abstand beste AHL-Spielzeit.
Dennoch endete seine Zeit in der Organisation nach insgesamt sechs Jahren, als die Adler Mannheim aus der Deutschen Eishockey Liga (DEL) im Mai 2024 die Verpflichtung des Stürmers zur Saison 2024/25 bekannt gaben.

### International
Mit den Juniorennationalmannschaften des tschechischen Eishockeyverbandes nahm Reichel an zahlreichen internationalen Turnieren teil. So absolvierte der Stürmer zunächst das Europäische Olympische Winter-Jugendfestival 2015, bei dem er mit der Mannschaft die Silbermedaille gewann. Im selben Jahr nahm er auch am Ivan Hlinka Memorial Tournament 2015 und der World Junior A Challenge 2015 teil. Es folgte die Teilnahme an der U18-Junioren-Weltmeisterschaft 2016 sowie der World Junior A Challenge 2016, bei der Reichel nach fünf Scorerpunkten in ebenso vielen Spielen ins All-Star-Team berufen wurde. In den Jahren 2017 und 2018 bestritt der Angreifer zudem die U20-Junioren-Weltmeisterschaft. Weitere Medaillengewinne gelangen ihm dabei nicht.
Sein Debüt in der tschechischen A-Nationalmannschaft gab Reichel im Februar 2025 auf der Euro Hockey Tour bei den Beijer Hockey Games, als er erstmals von Nationaltrainer Radim Rulík in den Kader berufen wurde.

## Erfolge und Auszeichnungen
- 2015 Silbermedaille beim Europäischen Olympischen Winter-Jugendfestival
- 2016 All-Star-Team der World Junior A Challenge

## Karrierestatistik

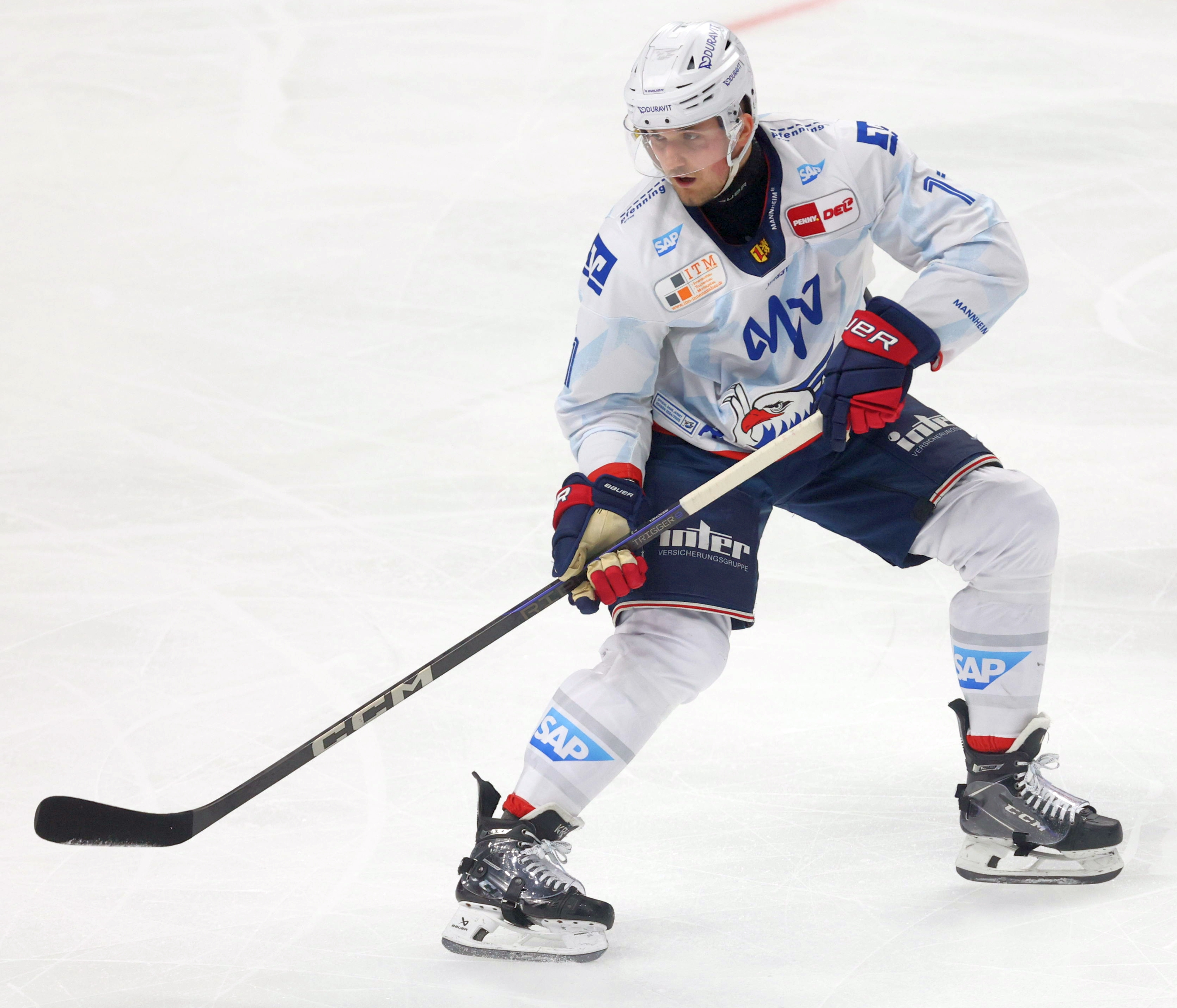
Reichel als Spieler der Adler Mannheim (2024)

Stand: Ende der Saison 2024/25

### International
Vertrat Tschechien bei:
| - Europäisches Olympisches Winter-Jugendfestival 2015 - Ivan Hlinka Memorial Tournament 2015 - World Junior A Challenge 2015 - U18-Junioren-Weltmeisterschaft 2016 | - World Junior A Challenge 2016 - U20-Junioren-Weltmeisterschaft 2017 - U20-Junioren-Weltmeisterschaft 2018 |

(Legende zur Spielerstatistik: Sp oder GP = absolvierte Spiele; T oder G = erzielte Tore; V oder A = erzielte Assists; Pkt oder Pts = erzielte Scorerpunkte; SM oder PIM = erhaltene Strafminuten; +/− = Plus/Minus-Bilanz; PP = erzielte Überzahltore; SH = erzielte Unterzahltore; GW = erzielte Siegtore; 1 Play-downs/Relegation; Kursiv: Statistik nicht vollständig)

## Familie
Reichel entstammt einer Eishockeyfamilie, die ihre Wurzeln im heutigen Tschechien hat. Sein Vater Robert und dessen jüngerer Bruder Martin wurden in Most in der damaligen Tschechoslowakei geboren. Während Martin Reichel den Großteil seiner aktiven Karriere in Deutschland verbrachte und ab 1994 für die deutsche Nationalmannschaft auflief, verfolgte Robert Reichel eine Karriere in Nordamerika, wo er 900 Spiele in der National Hockey League absolvierte. Als langjähriger Nationalspieler der tschechischen Nationalmannschaft wurde er Olympiasieger und dreifacher Weltmeister.
Reichels Cousins Thomas und Lukas Reichel sind ebenfalls professionelle Eishockeyspieler.